# 내가 가장 예뻤을 때
《내가 가장 예뻤을 때》는 2020년 8월 19일부터 2020년 10월 15일까지 방송된 MBC 수목 드라마이다.

## 기획의도
한 여자를 지켜주고 싶었던 형제. 그리고 그들 사이에서 갈 수 없는 길, 운명 속에 갇혀버린 한 여자의 가슴 아픈 사랑 이야기를 담은 드라마

## 제작진 정보
- 제작사: 메이퀸픽쳐스
- 제작자: 김진천
- 연출 : 오경훈
- 극본 : 조현경

## 등장 인물

### 주요 인물
- 임수향 : 오예지 역 - 세라믹 아티스트를 꿈꾸는 미대생, 환의 반 교생. 진의 아내. 환의 형수. 성곤과 연자의 며느리. 지영의 조카.
- 지수 : 서환 역 - 건축가를 꿈꾸는 고등학생, 진의 동생. 성곤과 연자의 아들.
- 하석진 : 서진 역 - 영혼의 카레이서, 환의 형. 진환 A&C 장남. 성곤과 연자의 큰아들. 예지의 남편. 고운의 사위. 지영의 조카사위.
- 황승언 : 캐리 정 역 - 고려 모터스 스폰서 매니저, 진의 옛 연인. 슈퍼모델 출신.

### 진의 주변인물
- 최종환 : 서성곤 역 - 도예가, 연자의 남편. 진과 환의 아버지. 아트 건축을 주로 하는 건설사의 오너이자 산악인 출신. 예지의 시아버지. 고운의 사돈.
- 박지영 : 김연자 역 - 진환 A&C 대표, 성곤의 아내. 진과 환의 어머니. 예지의 시어머니. 고운의 사돈.

### 환의 주변인물
- 주인영 : 홍일화 역 - 다운의 어머니, 화원 운영.
- 전유림 : 정다운 역 - 환을 짝사랑하는 동네 절친, 일화의 딸.
- 손보승 : 백정일 역 - 환과 다운의 절친, 만두귀신. 환의 같은 반 친구.
- 이승일 : 김인호 역 - 환의 고교 동창, 혼자서 라이벌. 양평 토박이 출신 졸부의 아들.
- 스테파니 리 : 엠버 역 - 환의 대학동창, 건축가.
- 이철 : 환의 회사 팀장 역

### 예지의 주변인물
- 김미경 : 김고운 역 - 재소자 → 수선공, 예지의 어머니. 진의 장모. 성곤과 연자의 사돈.
- 신이 : 오지영 역 - 예지의 고모, 고시원 운영.
- 정은표 : 이경식 역 - 목수, 지영의 남편. 예지의 고모부.
- 김노진 : 이찬희 역 - 경식과 지영의 딸, 진환 A&C 직원. 예지의 사촌동생.
- 이동하 : 류승민 역 - 예지의 첫사랑, 변호사. 예지와 같은 동네에서 자랐다.

### 그외 인물
- 이재용 : 방 회장(방영근) 역 - 고려 오일의 오너, 진의 스폰서.
- 김태겸 : 강기석 역 - 카레이서, 진이 나타나기 전까지 한국 라이싱계의 에이스였다.
- 정욱진 : 박우근 역 - 미캐닉, '기계는 거짓말을 하지 않는다'라는 철학을 가지고 있다.
- 권혁 : 김연철 역 - 진환 A&C 상무이사, 연자의 동생.
- 서은우 : 윤지양 역 - 연자의 비서실장, 보육원 장학생 출신.
- 김상흔

### 특별출연
- 김정태 : 오예지의 아버지 역

## 수상
- 2020 MBC연기대상 수목 미니시리즈 여자 최우수연기상 임수향

## 촬영지
- 물의 정원
- 인제스티디움
- 두물머리

## 시청률
최저 시청률과 최고 시청률은 시청률 조사회사와 지역별로 시청률에 차이가 있을 수 있습니다.
| 2020년      | 2020년      | 2020년         | 2020년         | 2020년       |
| 회차        | 방송일      | TNmS 시청률    | AGB 시청률     | AGB 시청률   |
| 회차        | 방송일      | 대한민국(전국) | 대한민국(전국) | 서울(수도권) |
| ----------- | ----------- | -------------- | -------------- | ------------ |
| 제1회       | 8월 19일    | 2.9%           | 2.4%           | -            |
| 제1회       | 8월 19일    | 3.1%           | 2.9%           | -            |
| 제2회       | 8월 20일    | 2.1%           | 2.0%           | -            |
| 제2회       | 8월 20일    | 2.5%           | 2.4%           | -            |
| 제3회       | 8월 27일    | -              | 1.9%           | -            |
| 제3회       | 8월 27일    | -              | 2.5%           | -            |
| 제4회       | 9월 2일     | -              | 2.2%           | -            |
| 제4회       | 9월 2일     | -              | 3.0%           | -            |
| 제5회       | 9월 3일     | -              | 2.8%           | -            |
| 제5회       | 9월 3일     | -              | 3.0%           | -            |
| 제6회       | 9월 9일     | -              | 2.6%           | -            |
| 제6회       | 9월 9일     | -              | 3.5%           | -            |
| 제7회       | 9월 10일    | -              | 3.2%           | -            |
| 제7회       | 9월 10일    | -              | 4.2%           | 4.5%         |
| 제8회       | 9월 16일    | -              | 2.7%           | -            |
| 제8회       | 9월 16일    | -              | 3.6%           | -            |
| 제9회       | 9월 17일    | -              | 3.7%           | -            |
| 제9회       | 9월 17일    | -              | 4.7%           | 4.8%         |
| 제10회      | 9월 23일    | -              | 2.7%           | -            |
| 제10회      | 9월 23일    | -              | 3.7%           | -            |
| 제11회      | 9월 24일    | -              | 3.8%           | 4.1%         |
| 제11회      | 9월 24일    | -              | 4.6%           | 4.4%         |
| 제12회      | 9월 30일    | %              | 1.7%           | %            |
| 제12회      | 9월 30일    | %              | 3.2%           | %            |
| 제13회      | 10월 7일    | %              | 2.6%           | %            |
| 제13회      | 10월 7일    | %              | 3.2%           | %            |
| 제14회      | 10월 8일    | %              | 3.4%           | %            |
| 제14회      | 10월 8일    | %              | 3.6%           | %            |
| 제15회      | 10월 14일   | %              | 3.1%           | %            |
| 제15회      | 10월 14일   | %              | 4.1%           | %            |
| 제16회      | 10월 15일   | %              | 3.9%           | %            |
| 제16회      | 10월 15일   | %              | 5.0%           | %            |
| 평균 시청률 | 평균 시청률 | %              | %              | %            |

## 결방 사유
- 2020년 8월 26일 : 태풍 바비 북상 특보로 인해 결방.
- 2020년 10월 1일 : 추석특선영화 《천문: 하늘에 묻는다》 방송으로 결방.

## 참고 사항
- 박지영과 지수는 2016년에 방송된 SBS 월화드라마 달의 연인 - 보보경심 려에 이어서 두번째로 의기투합하게 되었는데 MBC 공채 19기 출신 박지영은 2010년 같은 채널 수목 미니시리즈 아직도 결혼하고 싶은 여자 이후[3] 타방송사에서 활동해 왔다가 해당 작품을 통해 MBC 복귀를 했다.
- 신이와 김미경은 2018년에 방송된 TV CHOSEN 주말드라마 대군 - 사랑을 그리다에 이어서 두번째로 의기투합하게 되었다.
- 당초 지수가 맡은 서환 역은 원래 윤균상이 거론되어 있었으나 윤균상에서 지수로 변경되었다.

## 같이 보기
- 대한민국의 텔레비전 드라마 목록 (ㄴ)
- 2020년 대한민국의 텔레비전 드라마 목록